# Opatowice (województwo kujawsko-pomorskie)
Opatowice – wieś w Polsce, położona w województwie kujawsko-pomorskim, w powiecie radziejowskim, w gminie Radziejów.

## Podział administracyjny
W latach 1975–1998 miejscowość położona była w województwie włocławskim.

## Demografia
Według Narodowego Spisu Powszechnego (III 2011 r.) liczyła 225 mieszkańców. Jest dziewiątą co do wielkości miejscowością gminy Radziejów.